# Geovane Maranhão
Geovane Diniz Silva, (Barreirinhas, 4 de fevereiro de 1989), também conhecido como Geovane Maranhão é um futebolista brasileiro que atua na posição de atacante. Atualmente, está na Portuguesa da Ilha. É marcado por suas jogadas em velocidade e dribles pela lateral, mostrando de forma recorrente também seu faro de gols.

## Carreira
Revelado pelo Marília, passou pelo Artsul até chegar ao Vasco da Gama, onde assinou um contrato profissional, mas "desceu" para os juniores e jogou uma Copa São Paulo de Futebol Júnior. Depois, "subiria" novamente ao profissional junto com o volante Renato Augusto. Sem ser aproveitado, foi emprestado ao Duque de Caxias, onde mais tarde ficaria por definitivo pela quantia de R$ 500.000 mil. Maranhão jogou o Campeonato Carioca em 2011 pelo Duque e no mês seguinte acertou com o clube português Belenenses, sendo essa a transação mais cara da história do Duque de Caxias.

## Títulos
Vasco da Gama
- Campeonato Brasileiro - Série B: 2009
- Copa da Hora: 2010

Resende
- Copa Rio: 2014

Madureira
- Taça Rio: 2015